# Tabebuia myrtifolia
Tabebuia myrtifolia là một loài thực vật có hoa trong họ Chùm ớt. Loài này được (Griseb.) Britton miêu tả khoa học đầu tiên năm 1915.